# Rassayel El Bahr
Rassayel El Bahr é um filme de drama egípcio de 2010 dirigido e escrito por Daoud Abdel Sayed. Foi selecionado como representante do Egito à edição do Oscar 2011, organizada pela Academia de Artes e Ciências Cinematográficas.

## Elenco

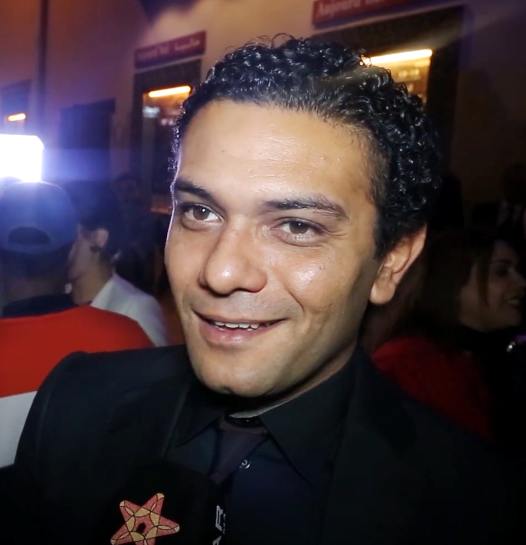
Asser Yassin - Yehia

- Asser Yassin - Yehia
- Sam Habib - David
- Salah Abdallah - Hajj Hashim
- Basma Ahmad - Nora
- Samia Asaad - Carla
- Doaa Hegazy - Riham
- Ahmed Kamal